# 巴克斯戴爾旅
巴克斯戴爾旅(Barksdale Brigade)美國南北戰爭時邦聯軍隊中的一支軍旅。屬第一兵團，由威廉·巴克斯戴爾( William Barksdale)准將指揮，參與過不少主要戰役。

## 組織
- 密西西比州第十三步兵團
- 密西西比州第十七步兵團
- 密西西比州第十八步兵團
- 密西西比州第二十一步兵團

巴克斯戴爾是來自密西西比州第十三步兵團的。
此軍旅亦曾效力田納西軍團，在西部戰場(主要是田納西州以及佐治亞州)作戰。

## 戰役
- 七天戰役
- 南山之役
- 安提耶坦戰役
- 弗德堡之役
- 錢斯勒斯維爾之役
- 葛底斯堡之役
- 奇克莫加之役(Battle of Chickamauga)
- 莽原之役
- 史波特斯凡尼亞郡府之役
- 北安娜之役
- 冷港之役
- 彼得斯堡之役
- 細德溪之役
- 阿波馬托克斯法院之役

在葛底斯堡之役次日，巴克斯戴爾旅的1,600密西西比戰士左轉攻向韓佛瑞師僅有的1,000人之側翼，將之逐一擊潰。但不久，巴克斯戴爾旅遇上喬治·威拉德(George L. Willard)上校麾下之旅，雙方戰時巴克斯戴爾左膝負傷，跟著一顆加農砲彈傷其左足，隨後復因胸部中彈而墜馬。次晨逝於聯邦軍的野戰醫院中。

## 外部連結
http://www.virtualgettysburg.com/exhibit/monuments/pages/ct010.html （页面存档备份，存于）